# Puffinus opisthomelas
Puffinus opisthomelas е вид птица от семейство Procellariidae. Видът е почти застрашен от изчезване.

## Разпространение
Видът е разпространен в Мексико и САЩ.